# Ferdinand von Dannenberg
Ferdinand Franz Karl Wilhelm von Dannenberg (* 14. Dezember 1818 in Wessin; † 30. August 1893 in Berlin) war ein preußischer General der Infanterie.

## Leben

### Herkunft
Ferdinand war ein Familienmitglied des Adelsgeschlechtes Dannenberg, das zum lüneburgischen Uradel gehört. Sein Vater Julius von Dannenberg (1789–1862) war preußischer Rittmeister a. D. und Herr auf Wessin. Er war verheiratet mit Charlotte, geborene von Netz (1798–1857), Tochter des Landesältesten Ernst Heinrich von Netz auf Kosemitz.

### Militärlaufbahn
Aus dem Kadettenkorps kommend trat Dannenberg am 18. August 1836 als Sekondeleutnant in das Kaiser Franz Grenadier-Regiment der Preußischen Armee ein. Von Juni 1842 bis Ende November 1848 fungierte er als Adjutant des II. Bataillons. In dieser Stellung nahm er 1848 an der Niederschlagung des Barrikadenaufstandes in Berlin und während des Feldzuges in Dänemark am Gefecht bei Schleswig teil.
Später diente er als Generalstabsoffizier. Als Chef des Generalstabes vom Gardekorps wirkte er 1866 im Deutschen Krieg und nahm an den Kämpfen bei Soor, Königinhof sowie der Schlacht bei Königgrätz teil. Für seine Leistungen in der operativen Führung wurde Dannenberg am 20. September 1866 der Orden Pour le Mérite verliehen. Auch im Krieg gegen Frankreich wirkte er 1870/71, zwischenzeitlich zum Generalmajor befördert, als Chef des Generalstabes. Im August 1871 wurde Dannenberg zum Kommandeur der 4. Garde-Infanterie-Brigade ernannt. Daran schloss sich ab 15. Oktober 1874 eine Verwendung als Kommandeur der 1. Garde-Division an. Gleichzeitig beauftragte man ihn mit der Wahrnehmung der Geschäfte als Kommandant von Potsdam. Unter Entbindung von diesen Geschäften wurde Dannenberg am 28. Oktober 1875 zum Kommandeur der 2. Garde-Division ernannt und am 4. November 1875 mit Patent vom 28. Oktober 1875 zum Generalleutnant befördert.
Am 14. Juni 1881 wurde er zum Kommandierenden General des II. Armee-Korps in Stettin ernannt. Als solcher erhielt Dannenberg am 22. März 1884 seine Beförderung zum General der Infanterie und am 18. August 1886 wurde er aus Anlass seines 50-jährigen Dienstjubiläums mit dem Großkreuz des Roten Adlerordens ausgezeichnet. Unter Stellung à la suite des Kaiser Franz Garde-Grenadier-Regimentes Nr. 2 wurde Dannenberg schließlich am 15. Januar 1887 mit der gesetzlichen Pension zur Disposition gestellt.
Ferdinand von Dannenberg starb am 30. August 1893 im Alter von 74 Jahren in Berlin. Die Beisetzung erfolgte am 2. September 1893 auf dem Invalidenfriedhof im Beisein zahlreicher Vertreter der Generalität, angeführt von Generaloberst Alexander von Pape. Das Grabmal ist nicht erhalten.

### Familie
Dannenberg hatte sich am 29. Oktober 1844 in Berlin mit Wilhelmine von Bastineller (1824–1900) verheiratet. Sie war die Tochter des königlich-westphälischen Brigadegenerals Karl Gottlob von Bastineller (1764–1830) und der Wilhelmine von Winterfeldt. Aus der Ehe gingen folgende Kinder hervor:
- Alwine (* 1845) ⚭ 1873 Alfred Belitz, Oberst a. D.
- Arthur (* 1847), Kaufmann ⚭ 1882 Anna Falck (* 1847)
- Kurt (1848–1881)
- Eugen (1850–1878)
- Klara (* 1852), Stiftsdame im Kloster Medingen
- Hans (* 1858), preußischer Major, diente als Offizier in der deutschen Schutztruppe in Kamerun.[4]

## Einzelbelege
1. ↑  Lupold von Lehsten, Emanuel Graf von Walderdorff: Die Frauen der Walderdorff im Hauptstamm. Ihre Familien und ihre Ahnen. Molsberg 1999, ISBN 3-00-005502-9, S. 98–102.
2. ↑  Kölnische Zeitung, 3. September 1893. Aufgerufen am 19. August 2025.
3. ↑  Hans-Jürgen Mende: Lexikon Berliner Begräbnisstätten. Pharus-Plan, Berlin 2018, ISBN 978-3-86514-206-1. S. 76.
4. ↑  Florian Hoffmann: Okkupation und Militärverwaltung in Kamerun. S. 81. (Online bei Google Book Search).

| Personendaten    | Personendaten                                                     |
| ---------------- | ----------------------------------------------------------------- |
| NAME             | Dannenberg, Ferdinand von                                         |
| ALTERNATIVNAMEN  | Dannenberg, Ferdinand Franz Karl Wilhelm von (vollständiger Name) |
| KURZBESCHREIBUNG | preußischer General der Infanterie                                |
| GEBURTSDATUM     | 14. Dezember 1818                                                 |
| GEBURTSORT       | Wessin                                                            |
| STERBEDATUM      | 30. August 1893                                                   |
| STERBEORT        | Berlin                                                            |